# Amphisbaena ignatiana
Espèce
Amphisbaena ignatiana est une espèce d'amphisbènes de la famille des Amphisbaenidae.

## Répartition
Cette espèce est endémique de l'État de Bahia au Brésil. 

## Publication originale
- Vanzolini, 1991 : Two new species of Amphisbaena from fossil dune field. Papéis Avulsos de Zoologia, São Paulo, vol. 37, n. 17, p. 259-276.